# Groene els
De groene els, bergels of alpenels (Alnus alnobetula, synoniem: Alnus viridis) is een soort uit de berkenfamilie. Binnen Centraal-Europa komt de groene els voor in de subalpiene zone van bergmassieven als de Alpen, Karpaten en Dinarische Alpen. In het westen van de Alpen komen ze vooral voor op een hoogte tussen de 1.000 en 2.000 meter, op natte noordelijke hellingen.

## Kenmerken
De soort heeft vaak een struikachtig voorkomen en doet denken aan een berk. De bladeren zijn breed, ovaal en de bladrand is scherp dubbelgetand. De onderkant is lichter dan de bovenzijde en is behaard over de nerven. De groene els heeft een kronkelige manier van groeien en wordt daardoor meestal niet hoger dan 2 meter.

## Verspreiding en ondersoorten
Er worden vier tot zes ondersoorten onderscheiden, afhankelijk van de auteur worden sommige daarvan als aparte soort beschouwd:
- Alnus viridis viridis - Komt voor in het Zwarte Woud, de Alpen, Karpaten, Dinarische Alpen en het Balkangebergte.[5][6][7]
- A. viridis subsp. suaveolens - Komt voor op Corsica.[5]
- A. viridis subsp. fruticosa - Komt voor in het noordoosten van Europa, het noorden van Azië en het noordwesten van Noord-Amerika.[5]
- A. viridis subsp. maximowiczii of A. maximowiczii - Komt voor in Japan.[5]
- A. viridis subsp. crispa of A. crispa - Komt voor in het noordoosten van Noord-Amerika en lokaal in Groenland.[5]
- A. viridis subsp. sinuata of A. sinuata - Komt voor in het westen van Noord-Amerika en het uiterste noordoosten van Rusland.[5]

afbeeldingen van de groene els
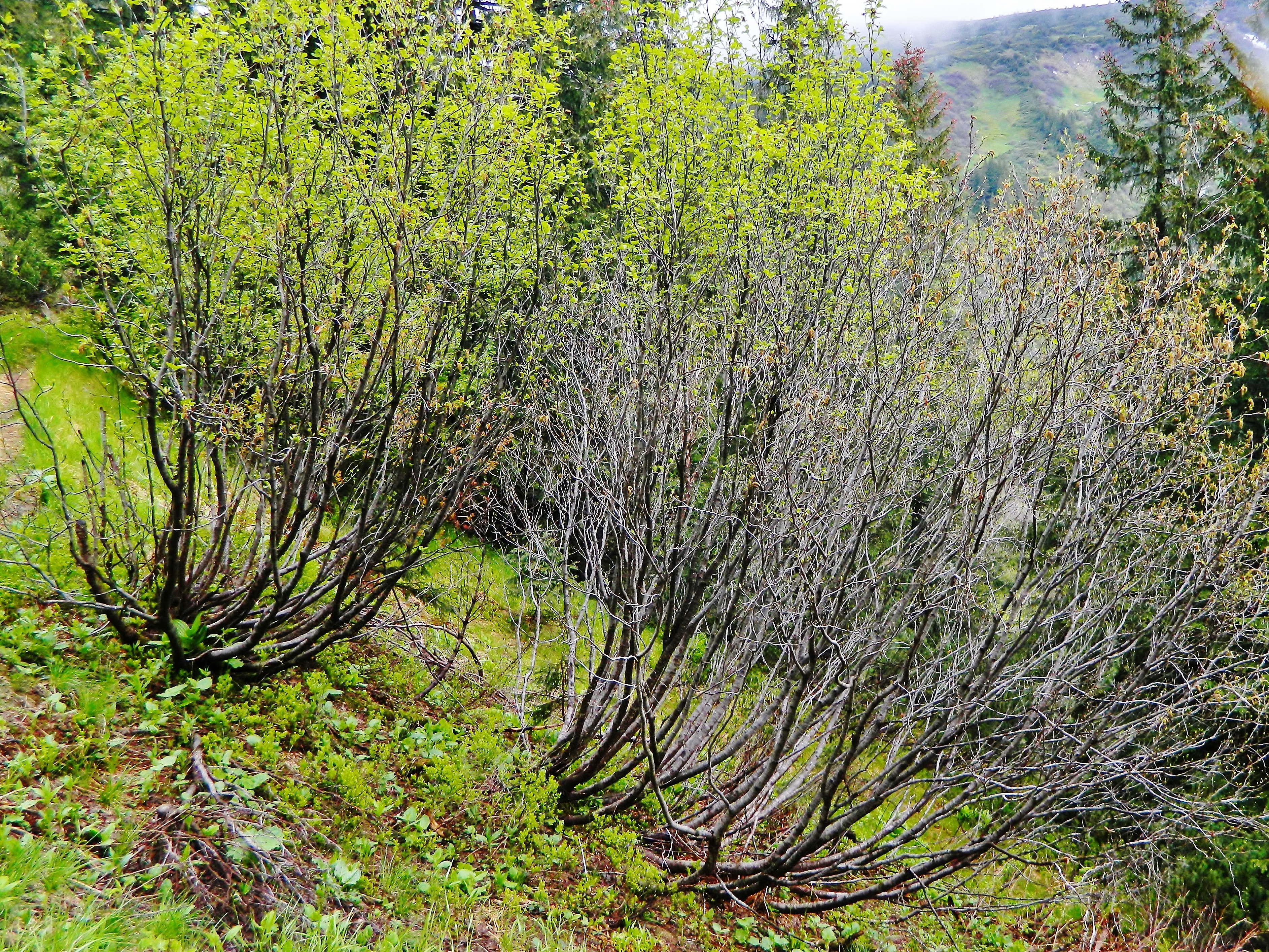
Groene els in het beschermde bergmassief Tsjornohirsky van de Oekraïense Karpaten.
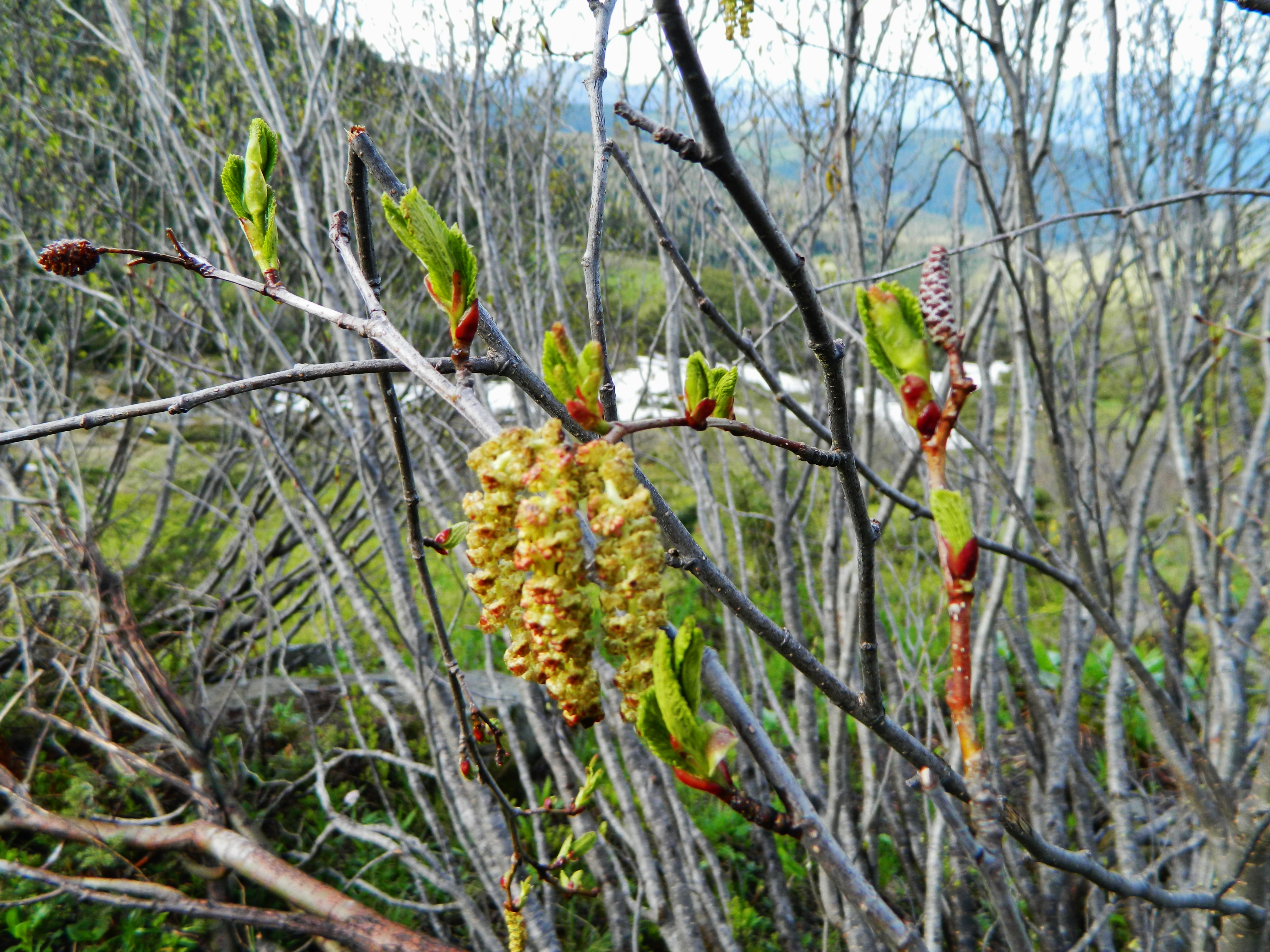
Katjes van de groene els.
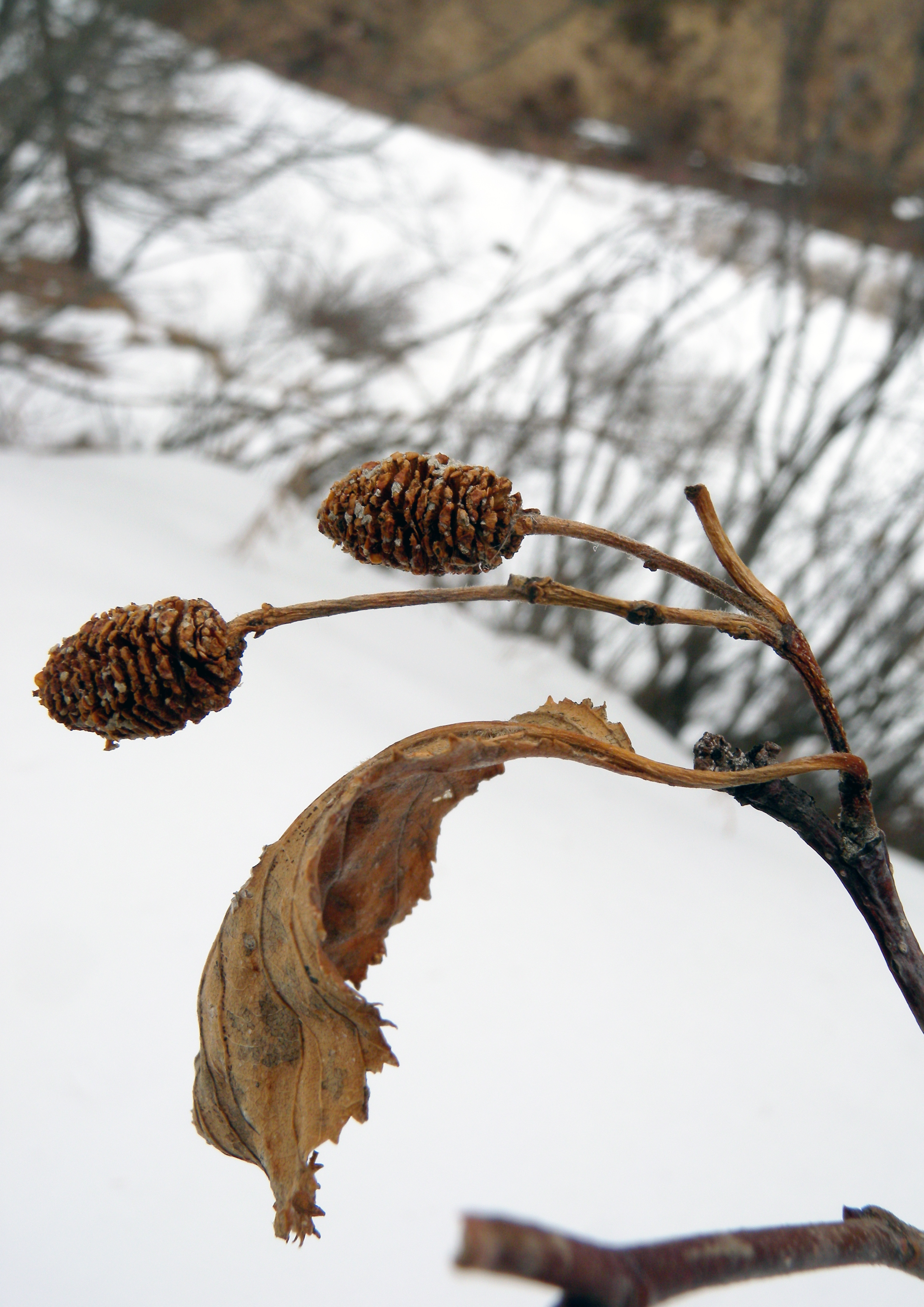
Elzenproppen van de groene els.
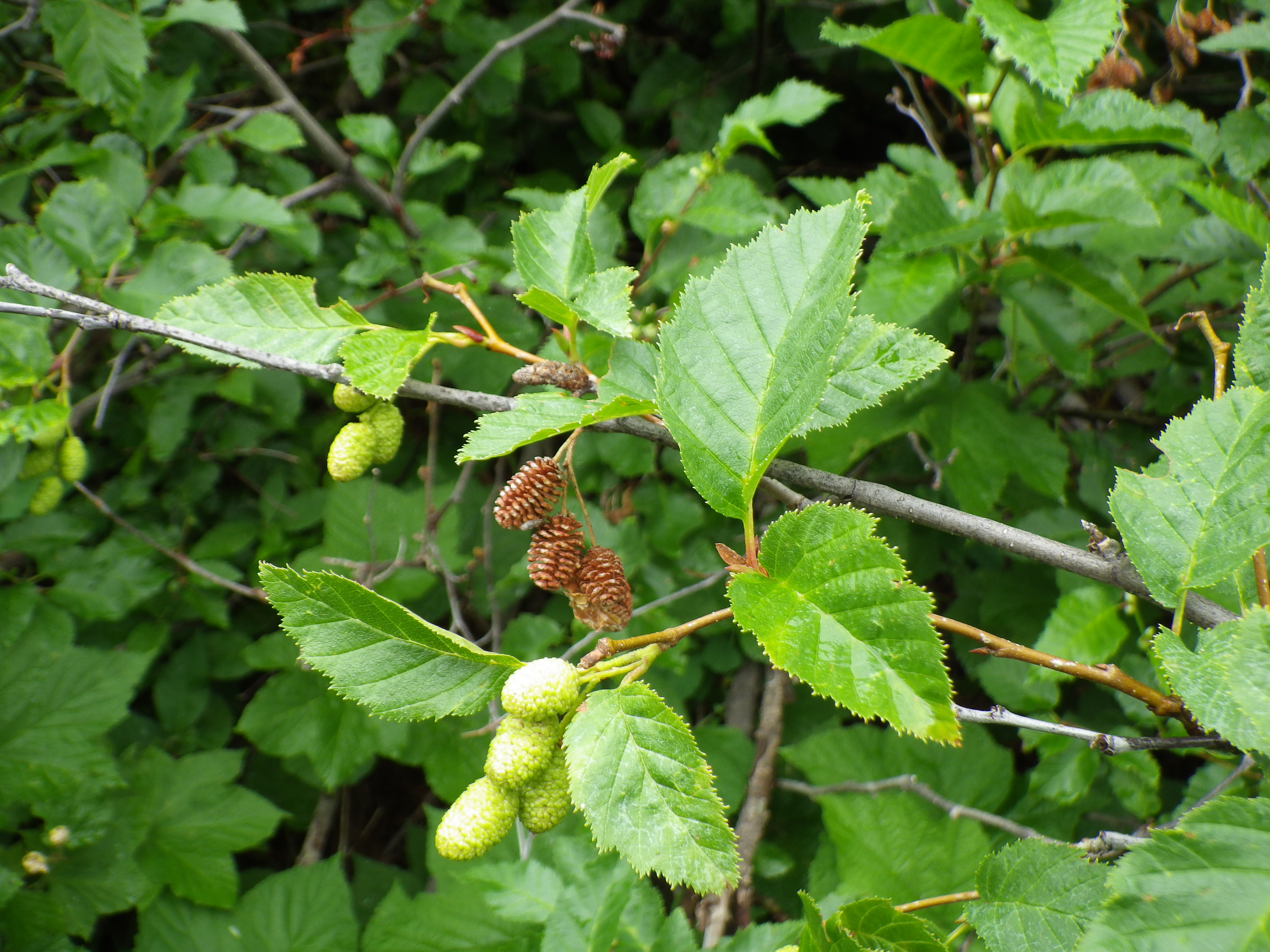
Vruchten en elzenproppen van de groene els.

... · 
A. cordata (Hartbladige els) · 
A. glutinosa (Zwarte els) · 
A. incana (Witte els) · 
A. japonica (Japanse els) · 
A. × spaethii (Japanse Kaukasische els) · 
A. subcordata (Kaukasische els) · 
A. viridis (Groene els) · 
...